# Fluorid aktinitý
Fluorid aktinitý je anorganická sloučenina s chemickým vzorcem AcF3.

## Příprava
Fluorid aktinitý lze připravit v roztoku nebo v pevné fázi. V prvním případě reaguje hydroxid aktinitý s kyselinou fluorovodíkovou a produkt je následně vysrážen:
Ac(OH)3 + 3 HF → AcF3↓ + 3 H2O
Při reakci v pevné fázi se aktinium zpracovává plynným fluorovodíkem při teplotě 700 °C v platinovém kelímku.

## Vlastnosti
Fluorid aktinitý je bílá pevná látka. Krystalizuje v romboedrické soustavě s prostorovou grupou P3c1 (Číslo 165) a parametry mřížky a = 741 pm a c = 755 pm. Na jednu elementární buňku připadá šest částic.
Fluorid aktinitý reaguje s amoniakem při 900–1000 °C:
AcF3 + 2 NH3 + H2O → AcOF + 2 NH4F
Zatímco fluorid-oxid lanthanitý vzniká zahřátím fluoridu lanthanitého na vzduchu, z fluoridu aktinitého nevzniká fluorid-oxid aktinitý, ale dochází k jeho roztavení.